# 伊拉旺神壇

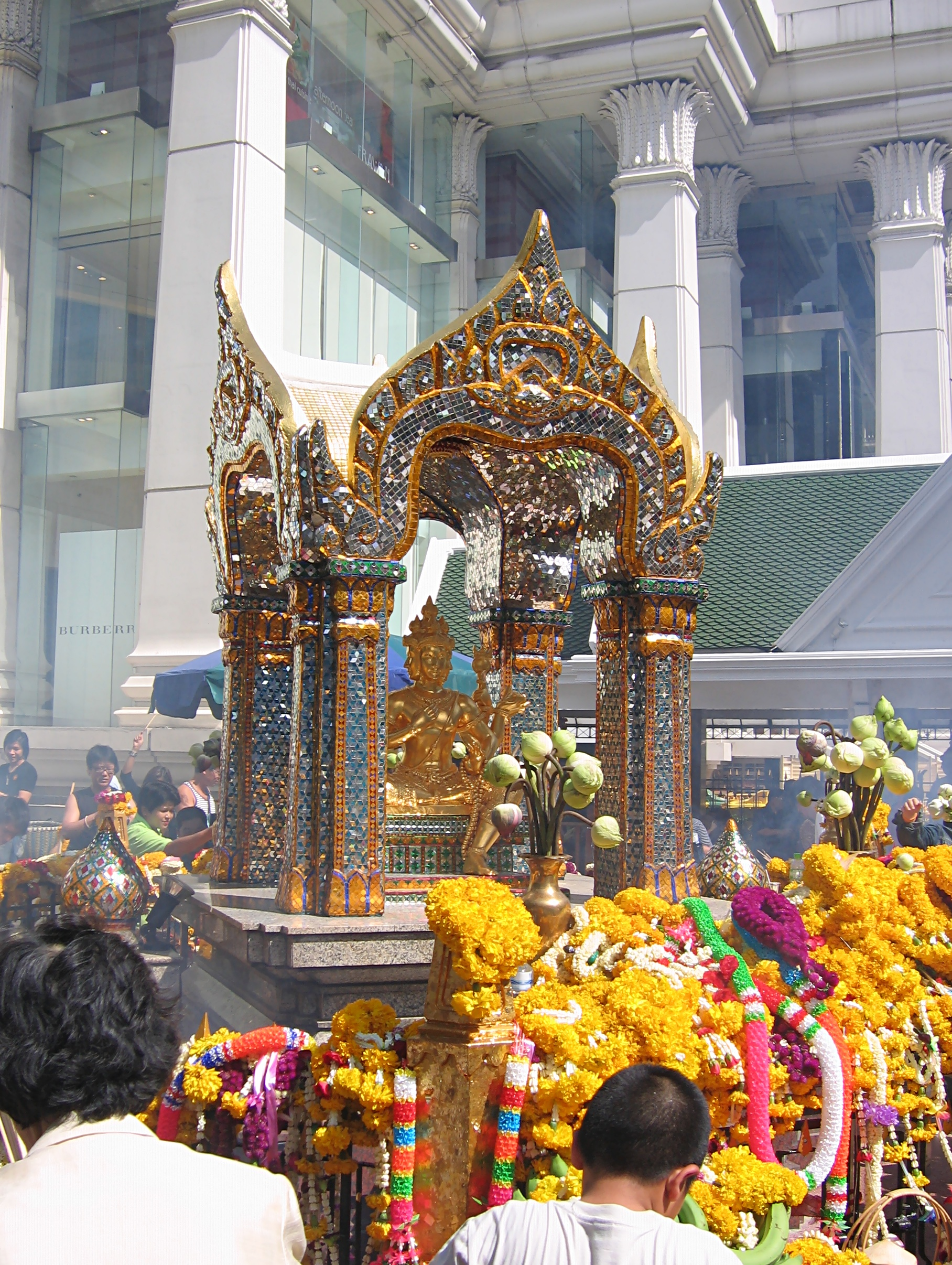
伊拉旺神壇，2006年

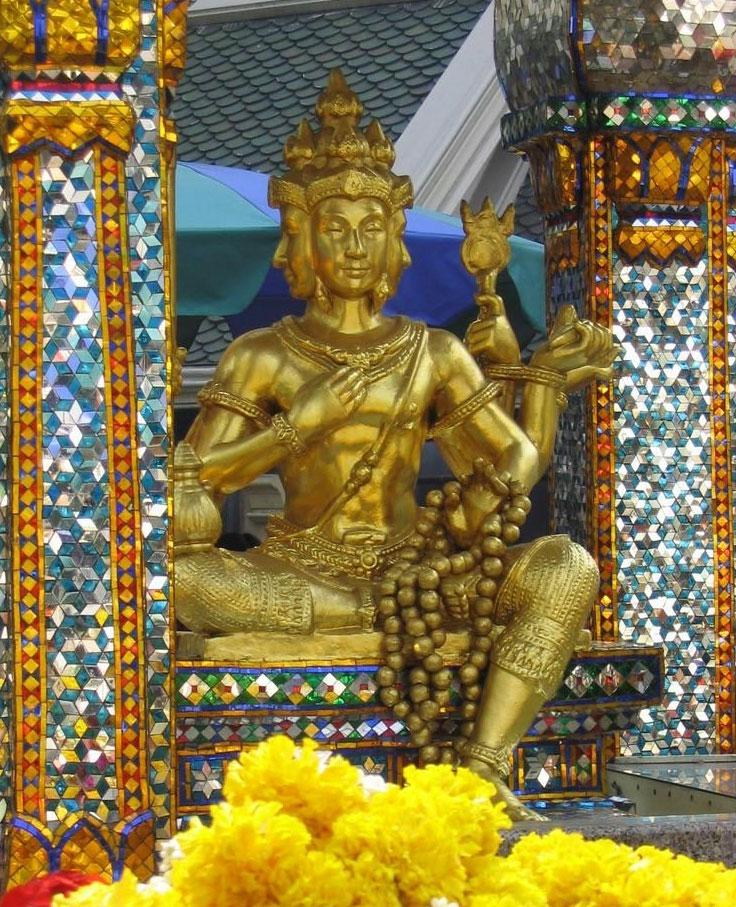
四面神近照

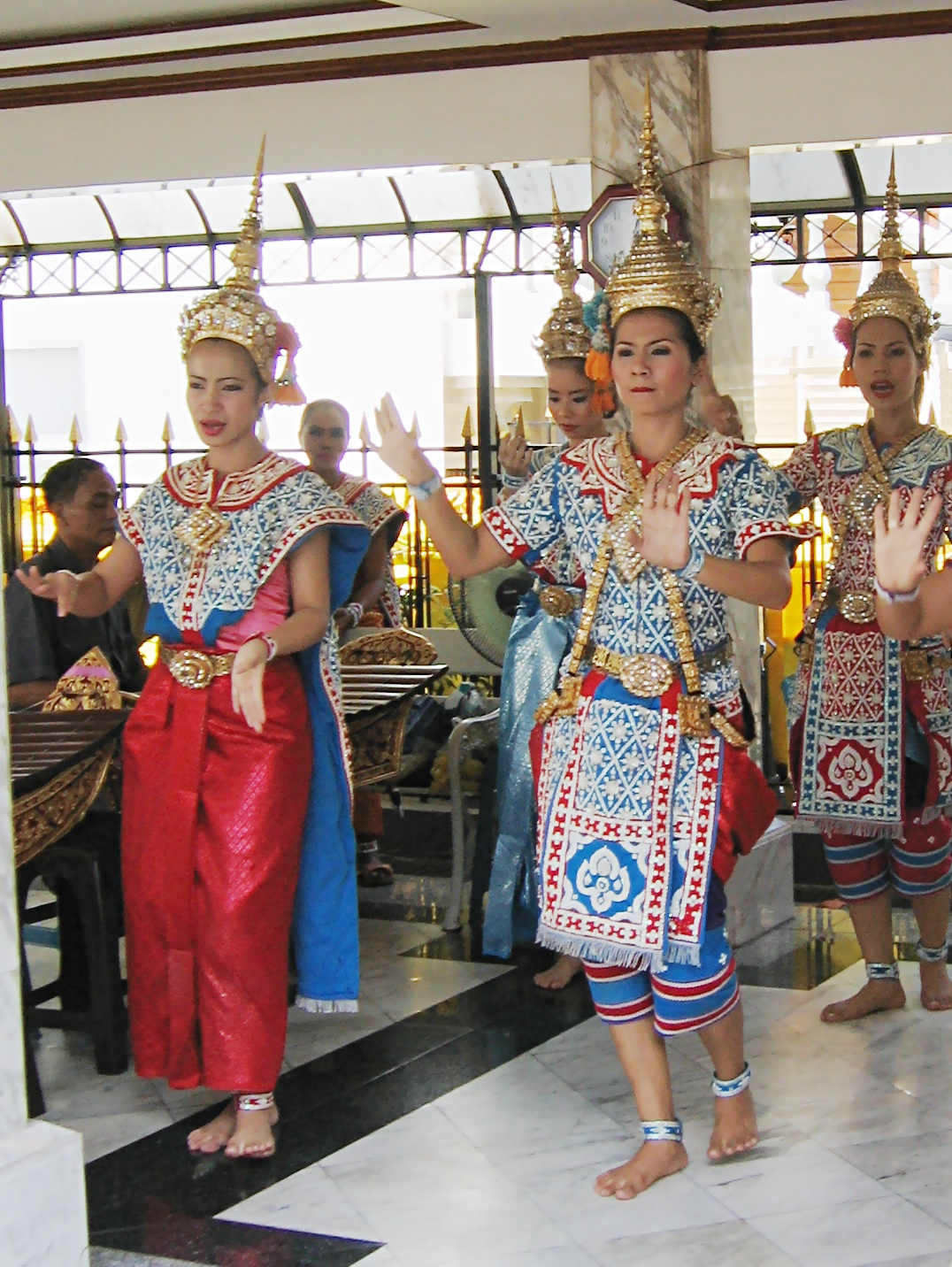
伊拉旺的舞蹈家

伊拉旺神壇，全稱伊拉旺旅館梵天神壇，是位于泰国曼谷君悅酒店旁的一座四面佛神坛，是泰国香火最鼎盛的膜拜据点之一，在曼谷市中心伊拉旺（Erawan，又譯爱侣湾）的Ratchadamri路和Phloen Chit路交界。君悦酒店和邻近的蓋頌生活購物商城、Central World、Amarin Plaza等大型商場，也是曼谷著名的旅游观光胜地。每日，都有很多来自世界各地的信众前往参拜或祈祷。

## 历史
該神坛兴建于1956年。当年据说是在伊拉旺酒店（君悦酒店前身）兴建之时，发生了一连串的不幸工業意外，多位在当地工作的工人都离奇地丧生。因此业主请来了銮素威参佩少将察看並依其建议， 鑾素威參佩少將受託後前來視察，得出結論，問題在於酒店的名字{伊拉旺}三頭象的名字太過霸氣。破土動工時也未作法事徵求地方神的同意和保護。伊拉旺名字雖是因陀羅的坐騎，但它的地位卻與後者相當。鑒於今後該地將成為世界各國人等來往頻繁之地，少將建議恭請比因陀羅神威更高的天神梵天坐鎮。酒店方依照少將的指示舉行法事，1956年，酒店順利完工。開業後，隨即鑄造梵天神像安置在門前神壇上，不幸的工業事故就再沒有發生。酒店後來被拆掉，梵天神壇一直保留至今日。保佑大众诸事顺遂。
。。每年有甚多的華人信徒及佛教徒到此膜拜，其中更深受香港人的敬仰。信眾相信四面神極為靈驗，如祈求後願望達成，信眾多會回來還願，總使得神壇周圍不缺所需的供品，有人甚至自己或僱人表演歌舞音樂。

## 相关事件

### 遭人破坏
2006年3月21日晚，一名穆斯林的男子據說患有神經病 Thanakorn Pakdeepol用锤子敲擊破壞梵天神殿。事发后，這名青年被圍觀的憤怒信眾殴打致死。神殿和陶摩诃梵天都被重建。經過兩個月的修復,同年5月21開光,讓善信參拜 

### 爆炸案
2015年8月17日，伊拉旺神壇附近發生炸彈爆炸，至少27死，150人受傷。梵天神像有12处受损，尤其是下巴。修复预算为7万泰铢，修复耗时约9天。